# Omessa dichiarazione
(Articolo 5 del decreto delegato n. 74/2000)
L'omessa dichiarazione è un reato, previsto dall'art. 5 D.Lgs. 74/2000, che punisce con la reclusione da 1  anno e 6 mesi a 4 anni di reclusione, chiunque al fine di evadere le imposte sui redditi o sul valore aggiunto non presenta la dichiarazione ai fini delle imposte sul reddito o dell'Iva, pur essendovi tenuto.
Con l'entrata in vigore della legge n. 148 del 14 settembre 2011, la soglia di punibilità del reato di omessa dichiarazione è stata ridotta da 77 468,53 euro a 30 000,00 euro.

## Differenza con altre ipotesi delittuose
Rispetto al delitto di dichiarazione infedele, la soglia di punibilità è più bassa, essendo sufficiente che l'imposta evasa (relativamente ad un'imposta) superi 30 000,00 euro.

## Elemento soggettivo del reato
Trattandosi di delitto, ai fini della punibilità è richiesto il comportamento doloso dell'agente e in tale caso si tratta di dolo specifico, ovvero la condotta deve essere finalizzata al pagamento di minori imposte o al conseguimento di rimborsi o crediti superiori al dovuto. Il reato può essere commesso da chiunque sia tenuto a presentare le dichiarazioni dei redditi o IVA.

## Cause di esclusione della punibilità
Ai sensi dell'articolo 5, comma 2, del decreto delegato n. 74/2000, sono escluse dalla previsione penale:
- le dichiarazioni presentate entro 90 giorni dalla scadenza;
- le dichiarazioni non sottoscritte da persona legittimata o non redatte su stampati conformi a quelli ministeriali.

## Competenza
Ai fini della competenza del giudice, il reato si considera commesso nel luogo in cui il contribuente aveva il domicilio fiscale al momento di scadenza del termine per la presentazione della dichiarazione.

## Testi normativi
Decreto legislativo 10 marzo 2000, n. 74, in materia di "Nuova disciplina dei reati in materia di imposte sui redditi e sul valore aggiunto"